# Нёггерат, Эмиль
Эмиль Оскар Якоб Бруно Нёггерат (нем. Emil Oscar Jacob Bruno Noeggerath; 5 октября 1827, Бонн — 3 мая 1895, Висбаден) — немецко-американский гинеколог. Сын геолога Якоба Нёггерата. Отец писателя Феликса Нёггерата.
Получил образование и докторскую степень (1852) в своём родном городе, затем несколько лет был ассистентом Германа Фридриха Килиана в боннской гинекологической клинике.
В 1856—1885 гг. работал в США, первоначально как частнопрактикующий врач. Сотрудничал с Авраамом Якоби, в соавторстве с ним написал пособие «Вклад в акушерство и болезни женщины и ребёнка» (англ. Contributions To Midwifery And Diseases Of Women And Children; 1858). Выдвинул понятие латентной гонореи, сформулировав гипотезу о том, что ряд женских болезней вызван передачей гонококка от мужчин с бессимптомным течением заболевания. В 1877 г. поступил на службу в больницу Маунт-Синай, став её первым штатным гинекологом. Редактировал American Journal of Obstetrics.
Вернувшись в Германию, последние годы жизни провёл в Висбадене.